# Kanton Orange
 Orange is een kanton van het Franse departement Vaucluse. Het kanton maakte deel uit van het arrondissement Avignon, maar werd op 1 januari 2017 overgeheveld naar het arrondissement Carpentras. In 2018 telde het 36.907 inwoners.
Het kanton werd gevormd ingevolge het decreet van 25 februari 2014 met uitwerking op 22 maart 2015, met Orange als hoofdplaats.

## Gemeenten
Het kanton omvat de volgende gemeenten:
- Caderousse
- Orange
- Piolenc